# Шесть жён Генри Лефея
«Шесть жён Генри Лефэя» (англ. The Six Wives of Henry Lefay) — американский драматический фильм с элементами комедии, вышедший на экраны в 2009 году. Главную роль исполнила Элиша Катберт. Режиссёрский дебют сценариста и продюсера Ховарда Гулда . Слоган фильма He loves women — Lots of women (с англ. — «Он любит женщин — Много женщин»). Фильм получил рейтинг PG-13 от ассоциации MPAA (лицам до 13 лет просмотр не желателен).

## Сюжет
Фильм повествует о самостоятельной девушке по имени Барби, дочери бизнесмена и продавца видеотехники, которая возвращается домой, узнав, что её отец погиб, упав с парашюта на отдыхе в Мексике. Приехав в родной город она, вместе с 5-ю его вдовами, не могут решить, что делать с телом погибшего отца — кремировать или похоронить. Печальный конец разворачивается далеко не драматичным путём.

## В ролях
| Актёр               | Роль         |
| ------------------- | ------------ |
| Элиша Катберт       | Барбара      |
| Тим Аллен           | Генри Лефэй  |
| Энди Макдауэлл      | Кейт         |
| Эрик Кристиан Олсен | Ллойд        |
| Барбара Бэрри       | бабушка      |
| Дженна Эльфман      | Офелия       |
| Линдсей Слоун       | Отем         |
| Пас Вега            | Вероника     |
| Дженна Дуан         | Сара Джейн   |
| Крис Клейн          | Стиви        |
| Эдвард Херрманн     | Джон Гуденоф |
| Эпата Меркерсон     | Эффа         |
| Ларри Миллер        | Липшуц       |
| Т. Энтони Куинн     | офицер Пинки |

## Место и время проведение съёмок
Съёмки фильма проходили с 12 сентября по 21 октября 2007 года в Норуолке, недалеко от Нью-Йорка, а также в Нью — Милфорде и Роксбери (штат Коннектикут). Съёмки на пляже в начале фильма проходили в Эль-Сегундо (Лос-Анджелес, Калифорния). Роль похоронного бюро в фильме исполнила адвокатская контора Allingham Spillane (ныне Allingham & Readyoff). Здание было выстроено в 1840 году Ифамаром Кэнфилдом.

## Съёмочная группа
- Режиссёр — Ховард Гулд
- Продюсеры — Марина Мартинс, Дэвид МакИллвейн, Холли Вирсма
- Исполнительные продюсеры — Тим Аллен, Ховард Батлер, Дональд Кушнер, Джонатан Либман, Эд Мачек, Лу Маджио, Лоуренс Найем, Майкл Осси, Лэнс Рингхэйвер, Эли Самаха
- Сопродюсеры — Элвин Кушнер, Д. Скотт Лампкин, Лаура Д. Смит
- Второстепенные продюсеры — Грегори Маркетт (продюсер-консультант) , Бриджитт Мюллер (линейный продюсер: дополнительные съемки)
- Сценарист — Ховард Гулд
- Оператор — Нэнси Шрайбер
- Композитор — Стивен Бартон
- Художники — Джозеф Т. Гэррити (постановщик), Дуринда Вуд (по костюмам), Диана Брегман (по декорациям), Гари Майерс
- Монтажёр — Майкл Р. Миллер

## Релиз
Картина вышла на экраны 18 июня 2009 года и впервые была представлена в Израиле. Премьера на DVD в Нидерландах, Германии и США состоялась в 2010 году, а в Великобритании и Италии 2011 и 2012 году. Премьера в Венгрии на телевидении состоялась 21 ноября 2012 года. В российский прокат была выпущена DVD версия фильма 9 сентября 2010 года, релиз подготовила студия «Вольга» с возрастным ограничением 16+.

## Саундтрек
(композиции и исполнители)
- Owie, Owie, Ouch — Michael Carey Schneider and Celia Ruth
- Blue Skies — Irving Berlin (uncredited)
- Half Empty — Héctor Ruiz
- Papa Egoro — Héctor Ruiz
- Everybody’s Got The Blues — Lanny Ray
- Champagne At Midnight — Dan Rosengard
- Funeral Harmonica — Susan Rogers Miller
- Face to Face — Alastair Binks, Dan Perry, David McIlvain
- Great Day To Love You — John «King» Nicholson
- Happy Daze — Chris Goulstone
- Inside — Wil Seabrook
- Happily Ever After — Wil Seabrook
- Meditating (Main Theme) — Dynamedion
- It Starts With A Stare — Seabrook, Fernando Raio
- River — Monte Montgomery
- One Day — Carey Bell
- Vesti La Giubba — Pagliacci
- The Rolling Wave — Traditional
- Bridal Chorus — Richard Wagner (uncredited)
- You Are Not Alone — Patty Griffin
- We Shall Overcome — Traditional